# Maçambará
Maçambará egy község (município) Brazíliában, Rio Grande do Sul államban. 2022-ben népességét 4425 főre becsülték.

## Elnevezése
Maçambará az őslakosok nyelvén „legelő, ahol hajcsárok táboroznak”. A hely 1944-től viseli ezt a nevet, korábban Recreionak hívták.

## Története
A hagyomány szerint Maçambará települése a szarvasmarha-telepek (Recreio, São Donato, Santo Cristo, São Jorge, Santo Izidro) tartozékaként jött létre. A telepek közül több a 18. században érkező spanyol jezsuitákhoz köthető, akik az ún. Sete Povos das Missões redukcióinak ellátására kezdtek szarvasmarhát tenyészteni a környéken.
A helyet 1900-ban nyilvánították Itaqui kerületévé Recreio néven. 1944-ben átnevezték Massambarára. 1993-ban Maçambará néven függetlenedett Itaquitól, és 1997-ben önálló községgé alakult.

## Leírása
Székhelye Maçambará, további kerületei Bororé, Encruzilhada, Passo do Goulart. Gazdaságának legnagyobb részét a mezőgazdaság teszi ki; ipara jelentéktelen. Fő terményei a rizs, szója, kukorica, szarvasmarha. A lakosok mintegy negyede lakik városon.
A község egy részét a São Donato természeti rezervátum foglalja el (amelynek területe megoszlik Itaqui és Maçambará között). A rezervátumot Rio Grande do Sul nyugati régiója vizes élőhelyeinek (az ún. Banhado São Donato) védelmére hozták létre, de magában foglal erdős és gyepes területeket is.